# Георги Динев
 Тази статия е за революционера от Забърдени.  За революционера от Острово вижте Георги Динев Чакъров.  За писателя с рождено име Георги Динев вижте Стефан Рол.
Георги Динев е български революционер, деец на Вътрешната македонска революционна организация.

## Биография
Георги Динев е роден в леринското село Забърдени, тогава в Османската империя, днес Лофос, Гърция. Завършва класическата българска гимназия в Битоля. Работи като учител. Влиза във Вътрешната македоно-одринска революционна организация. Загива в 1903 година в Леринско.